# Bibiana Aído
Bibiana Aído Almagro (Alcalá de los Gazules, Cádiz, 2 de febrero de 1977) es una política española del PSOE. Desde enero de 2017 es representante de ONU Mujeres en Ecuador. 
Fue ministra de Igualdad del Gobierno de España desde abril de 2008 hasta octubre de 2010. En la siguiente legislatura, este ministerio se integró en el de Sanidad, Política Social e Igualdad, por lo que Aído fue Secretaria de Estado de Igualdad hasta el 22 de julio de 2011, cuando dejó su puesto para incorporarse en septiembre de ese año a ONU Mujeres como asesora especial.
Se convirtió así en la ministra más joven hasta ese momento: tenía 31 años al acceder al cargo.

## Formación
Aído es licenciada en Administración y Dirección de Empresas por la Universidad de Cádiz (1999). Como parte de un programa de intercambio, cursó parte de la carrera en la International Business Administration en la Universidad de Northumbria de Newcastle, Reino Unido.

## Trayectoria profesional
Aído inició su carrera profesional en el ámbito de la banca. Entre enero de 2000 y diciembre de 2001 trabajó en la entidad bancaria malagueña Unicaja, fue responsable de la gestión de cobro de diversas sucursales de la empresa Iturri S.A, y desarrolló su actividad en la entidad bancaria sevillana Caja San Fernando.
En 2002 cambió del ámbito empresarial al institucional, centrándose en proyectos del sector cultural y de la integración social, primero en el Observatorio de Emprendedores de la Universidad de Cádiz, luego como Delegada de la Consejería de Cultura de la Junta de Andalucía en Cádiz y desde 2006 como directora de la Agencia Andaluza para el Desarrollo del Flamenco. 
En 2008 fue nombrada Ministra de Igualdad del Gobierno de España y en 2010 Secretaria de Estado de Igualdad, en una apuesta por el avance en la igualdad real y efectiva de mujeres y hombres en España. En 2011 dio el salto a las instituciones internacionales, siendo asesora especial de ONU Mujeres, representante de ONU Mujeres en Ecuador desde 2017, y desde 2021, representante de ONU Mujeres Colombia.

## Trayectoria política
Con 16 años de edad ingresó en las Juventudes Socialistas de Cádiz, y en 1995 se afilió al PSOE. Formó parte de la lista electoral en las elecciones municipales por Cádiz (1999) y autonómicas (2000), no resultando elegida en ninguna de las dos ocasiones.
En abril de 2002 ejerció un cargo político durante nueve meses en el Observatorio de Emprendedores de la Universidad de Cádiz, desde donde accedió, en febrero de 2003, al puesto de Delegada de la Consejería de Cultura de la Junta de Andalucía en Cádiz y a Directora de la Agencia Andaluza para el Desarrollo del Flamenco (julio de 2006 - marzo de 2008).
En 2008 ocupó el segundo puesto en la lista del PSOE al Parlamento de Andalucía, resultando elegida, así como Secretaria de Igualdad de la Comisión Ejecutiva Provincial del PSOE de Cádiz. Sin embargo, el 12 de abril de 2008 fue nombrada titular del recién creado Ministerio de Igualdad en la IX Legislatura, bajo el gobierno de José Luis Rodríguez Zapatero, por lo que renunció a su escaño autonómico. Se convirtió así en la ministra más joven hasta ese momento: tenía 31 años al acceder al cargo.
El 20 de octubre de 2010 el presidente José Luis Rodríguez Zapatero anunció una reforma del ejecutivo. Entre las medidas contempladas se encontraba la extinción del Ministerio de Igualdad y su integración en el nuevo Ministerio de Sanidad, Política Social e Igualdad, cuya nueva cartera pasó a manos de Leire Pajín. Dependiente de Sanidad, el Ministerio de Igualdad se convirtió en una Secretaría de Estado de Igualdad, quedando al frente de esta la propia Bibiana Aido.
En junio de 2011 fue nombrada asesora especial de la directora ejecutiva de la Agencia de Naciones Unidas para la Mujer (ONU Mujeres), Michelle Bachelet. En su anuncio, ONU Mujeres afirmó que Aído poseía "una distinguida carrera de servicio público para el Gobierno de España". En 2013 se desempeñó como Asesora de Programas para las Américas y el Caribe. 
En enero de 2017 fue nombrada representante de ONU Mujeres en Ecuador.

## Vida personal
Es hija de Francisco Aído, que fue el primer alcalde democrático de Alcalá de los Gazules y ocupó el cargo de jefe de Gabinete de la consejería de Medio Ambiente de la Junta de Andalucía.

## Condecoraciones
- En noviembre de 2010 le fue concedida la Gran Cruz de la Real y Distinguida Orden Española de Carlos III, a propuesta de José Luis Rodríguez Zapatero. La concesión fue publicada en el BOE del 6 de noviembre de 2010.[13]

- En julio de 2011 fue distinguida con el doctorado honoris causa en Derechos Civiles por la Universidad de Northumbria, en Newcastle, Reino Unido.[14]

- En julio de 2015 fue reconocida como  "Egresada de Honor" del año por la Universidad de Cádiz, institución donde realizó sus estudios universitarios.

## Controversias
Aído alcanzó popularidad mediática tras utilizar la palabra miembra (no incluida en el DLE) en un discurso en el Congreso de los Diputados. Fue criticada, y la palabra fue eliminada de la transcripción en el Diario de Sesiones.
Aído aseguró que ello se debía a que acababa de estar recientemente en El Salvador donde, según Aído, sí se emplea esta forma.  La RAE respondió explicando que en Iberoamérica se emplea miembro como término neutro para dirigirse a ambos géneros. Esto le valió las críticas de varios miembros de la Real Academia Española, entre los que se encontraban Gregorio Salvador Caja y Salvador Gutiérrez. Según Gregorio Salvador, la ministra fue «una defensora de todas esas mandangas, de esa confusión de sexo y género» y consideró que «si no es un error es una estupidez». La acusó «insultar a nuestros hermanos lingüísticos de América».
Aído respondió declarando: «quizás haya una cuestión de género de fondo y haya que tener en cuenta que de los 43 miembros de la Academia solamente hay tres mujeres, pero no es un tema prioritario en este momento», y que "hay palabras como determinados anglicismos o como "guay" o "fistro" que no tuvieron tantos problemas para ser aceptadas por la RAE". No obstante, ciertos medios de comunicación se apresuraron a hacer público que "fistro" no estaba recogida en el Diccionario de la RAE, y que ni esta ni "guay" eran anglicismos, además de que guay es una palabra plenamente patrimonial del español, utilizada desde la Edad Media (y que aparece, por ejemplo, en El Quijote).
Distintos miembros de la RAE, como Gregorio Salvador o Arturo Pérez-Reverte,  reprendieron públicamente a la ministra por sus manifestaciones. Con todo, existen versiones que ignoran el origen de la expresión en un lamento castellano de los siglos XV y XVI (guay, guayes), con el que no comparte campo semántico, prefiriendo entender la palabra como un extranjerismo asociado con jerga juvenil, utilizada en los 60 en el contexto del auge del hippismo, ya sea por influencia de una expresión árabe (kuwayyis: bueno, bonito) utilizada en el marco del consumo y tráfico de hashís importado de Marruecos (junto con otras originadas en el mismo intercambio, como la propia hashís y jaravaca), o por el uso de una muletilla o coletilla en inglés, propia del hippismo a nivel internacional (wise, de uso similar a groovy, cool o hip).
En junio de 2008 anunció un "teléfono para hombres" que "les ayude a canalizar su agresividad" aunque luego se dijo que "no sería un teléfono para maltratadores" sino que sería "un servicio de información y orientación que resolverá dudas sobre la corresponsabilidad en el cuidado de los hijos y en las tareas domésticas, separaciones y divorcios, relaciones paterno-filiales, salud sexual, y resolución de conflictos y crisis de pareja". Este número de teléfono se puso en marcha en diciembre de 2009 con un presupuesto de 420.000 euros, al que podrían llamar los hombres para recibir consejos y asesoramiento en materias de igualdad entre los sexos. El servicio dejó de funcionar en diciembre de 2010.